# Loïs Boisson
Loïs Boisson   (Dijon, 16 de maig de 2003) és una jugadora de tenis professional francesa.
Té el rànquing individual número 152 de l'Associació de tenis femení (WTA), el més alt de la seva carrera, aconseguit el 6 de maig de 2024. El millor resultat de Boisson va ser arribar a les semifinals d'un torneig de Grand Slam al Roland Garros de 2025, en el seu debut al quadre principal; d'aquesta manera, es va convertir en la primera jugadora amb carta d'invitació de l'era open a aconseguir la gesta.
Boisson va debutar al WTA Tour a l'Open 6ème Sens – Métropole de Lyon 2021, després de rebre una invitació per al quadre principal de dobles, fent parella amb Juline Fayard.

## Palmarès

### Individual: 1 (1−0)
| Llegenda         |
| ---------------- |
| Grand Slam (0−0) |
| WTA Finals (0−0) |
| WTA 1000 (0−0)   |
| WTA 500 (0−0)    |
| WTA 250 (1−0)    |

| Títols per superfície |
| --------------------- |
| Dura (0−0)            |
| Gespa (0−0)           |
| Terra batuda (1−0)    |

| Resultat   | Núm. | Data                 | Torneig           | Superfície   | Oponent     | Marcador |
| ---------- | ---- | -------------------- | ----------------- | ------------ | ----------- | -------- |
| Guanyadora | 1.   | 20 de juliol de 2025 | Hamburg, Alemanya | Terra batuda | Anna Bondár | 7−5, 6−3 |